# Felix Weltsch

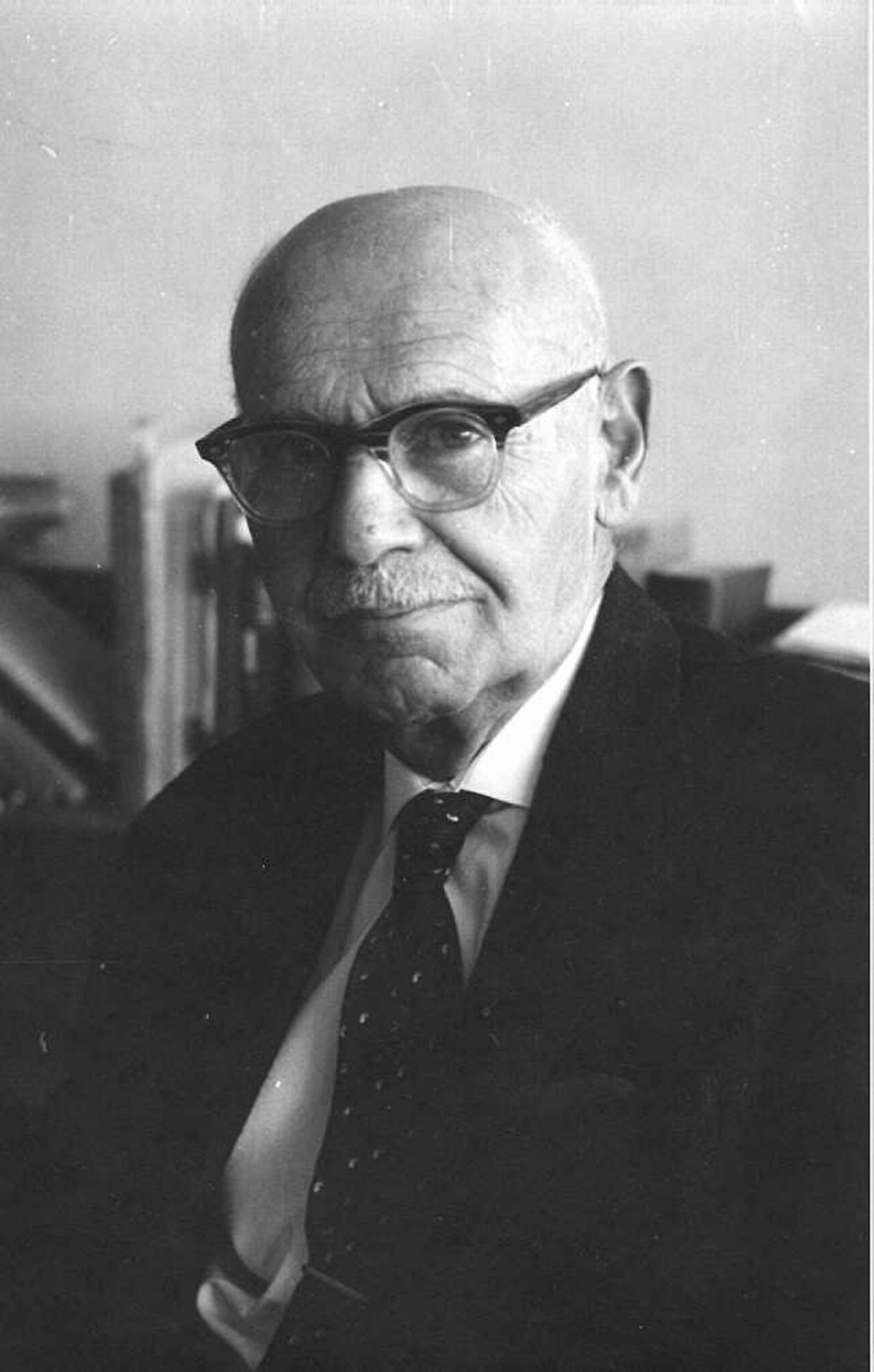
Felix Weltsch

Felix Weltsch (* 6. Oktober 1884 in Prag, Österreich-Ungarn; † 9. November 1964 in Jerusalem) war ein deutschsprachiger böhmisch-israelischer Journalist, Schriftsteller, Philosoph und Bibliothekar.

## Leben
Der Cousin von Robert Weltsch absolvierte an der Prager Karl-Ferdinands-Universität die Fächer Jura und Philosophie mit Promotionen. Er war der engste Freund von Max Brod und Franz Kafka und Mitglied im Literatenzirkel Prager Kreis. Er arbeitete von 1910 bis 1939 als Bibliothekar an der Karl-Ferdinands-Universität. Von 1919 bis 1938 gab er die in Prag erscheinende zionistische Wochenzeitschrift Selbstwehr heraus. Kurz vor dem Einmarsch der deutschen Truppen in Prag am 15. März 1939 verließ er mit Max Brod und seiner Familie im letzten möglichen Zug die Stadt und flüchtete nach Palästina. Von 1940 an betreute er die Nationalbibliothek in Jerusalem.
Er war neben Robert Weltsch, Martin Buber und Hugo Bergman einer der wichtigsten Zionisten und ein bedeutender politischer Denker, dessen Artikel über die Staatsentwicklung Israels, philosophische Diskussionen oder seine Kenntnisse über Franz Kafka in Dutzenden Zeitungen weltweit Eingang fanden. Für sein in Israel (deutsch und hebräisch) veröffentlichtes Werk Natur, Moral und Politik erhielt er 1952 den Ruppin-Preis der Stadt Haifa.
Seine lebenslange Begleiterin war seine Frau Irma Herz (1892–1969), mit der er eine Tochter hatte, Ruth Weltsch-Gorenstein (1920–1991). Irma Herz war die Schwester der Pianistin Alice Herz-Sommer (1903–2014), der bis 2014 ältesten lebenden Holocaust-Überlebenden.

## Rezeption
Durch die Zusammenarbeit mit Max Brod wurde Weltsch mit dem Werk Anschauung und Begriff in Deutschland und in Prag bekannt. Er war ein Anhänger der Philosophie seines Lehrers Christian von Ehrenfels, was ihn von vielen seiner Freunde und Kollegen in Prag unterschied, die Franz Brentano folgten, weshalb sie Brentanisten genannt wurden.
Bereits vor 1914 hatte Weltsch, meist in Feuilletons, einige Artikel in deutschsprachigen Zeitungen veröffentlicht, zumeist im Prager Tagblatt. Später weitete sich seine Autorenschaft auf Dutzende Zeitungen und Zeitschriften aus, und in seiner Wochenschrift Selbstwehr gab er im Laufe von 20 Jahren Hunderte Artikel zu Inhalten aus Kunst, Musik, Politik, Zionismus, Literatur und Philosophie heraus. Seit den 1920er Jahren zeichnete Weltsch auch für viele außerhalb der Tschechoslowakei erschienene Artikel verantwortlich, wie etwa für die Wiener Morgenpost oder die Jüdische Rundschau in Berlin, die sein Cousin Robert Weltsch in diesen Jahren leitete.
Im Zentrum seines Interesses standen die Grundfragen der Menschen, des Glaubens, der Ethik. Viele Veröffentlichungen, Essays und Vorträge befassten sich mit Problemen des Judentums und des Zionismus. Seine ethische Hauptarbeit wurde zu Lebzeiten nicht vollendet.

## Schriften (Auswahl)
Aufsätze
- Religion und Humor im Leben und Werk Franz Kafkas. In: Max Brod: Franz Kafkas Glauben und Lehre. Kurt Desch, München 1948, S. 155–184
  - Separater Nachdruck: Herbig, München 1957
  - Separater Nachdruck: Onomato, Düsseldorf 2010 ISBN 978-3-939511-21-2
- The Rise and Fall of Jewish-German Symbiosis. The Case of Franz Kafka. In: Yearbook of the Leo Baeck Institute of Jews from Germany, Bd. 1, 1956 ISSN 0075-8744 S. 255–276
  - wieder in Joseph Peter Stern, Hg.: The world of Franz Kafka. Holt, Rinehart and Winston, Concord (Kalifornien) 1980 S. 47–55
  - deutsch: Franz Kafkas Geschichtsbewusstsein, in: Robert Weltsch, Hg.: Deutsches Judentum, Aufstieg und Krise. Gestalten, Ideen, Werke. Vierzehn Monographien. Veröffentlichung des Leo Baeck Instituts. Deutsche Verlagsanstalt, Stuttgart 1963 S. 271–288

Monographien
- zus. mit Max Brod: Anschauung und Begriff. Grundzüge eines Systems der Begriffsbildung. Wolff Verlag, Wien 1913 (Neuausgabe hrsg. von Claus Zittel, De Gruyter, Berlin 2017, ISBN 978-3-11-053719-2).
- Organische Demokratie. Eine rechtsphilosophische Studie über das Repräsentationssystem und das parlamentarische Wahlrecht (Der neue Geist; Bd. 3). Der Neue Geist, Leipzig 1918
- Gnade und Freiheit. Untersuchungen zum Problem des schöpferischen Willens in Religion und Ethik. München 1920 (Neuauflage Onomato, Düsseldorf 2010, ISBN 978-3-939511-95-3).
- Nationalismus und Judentum. Welt-Verlag, Berlin 1920.
- Zionismus als Weltanschauung. Färber, Mährisch-Ostrau 1925 (zusammen mit Max Brod).
- Judenfrage und Zionismus. Eine Disputation. Zentralbüro der zionistischen Organisation, London 1929.
- Antisemitismus als Völkerhysterie (Schriften zur Diskussion des Zionismus; Bd. 4). Barissia, Prag 1931.
- Rassentheorie und Judentum. Thesen des Nationalhumanismus (Schriften zur Diskussion des Zionismus; Bd. 13). Barissia, Prag 1934.
- Das Rätsel des Lachens. Kittl, Mährisch-Ostrau 1935.
- Das Wagnis der Mitte. Ein Beitrag zur Ethik und Politik der Zeit. Mährisch-Ostrau 1936 (Neuausgabe Kohlhammer, Stuttgart 1965).
- Die Dialektik des Leidens. 1944 (Ha-Di’alektikah shel ha-Sevel).
- Natur, Moral und Politik. 1950 (Teva, Musar u-Mediniyyut).
- Manfred Voigts (Hrsg.): Sinn und Leid (Studien zur Geistesgeschichte; Bd. 26). Philo-Verlag, Berlin 2000, ISBN 3-8257-0067-4.